# Thomomys bottae
El gofer de bolsillo de Botta (Thomomys bottae) es una especie de mamífero roedor de la familia de los geomíidos. Habita desde California oriental hasta Texas y desde Utah y Colorado meridionales hasta México.
Este gofer vive principalmente solo. Cava un extenso sistema de madrigueras (alojamiento) en terreno blando con sus poderosas patas delanteras, las cuales están provistas de garras grandes. Este gofer permanece bajo tierra la mayor parte de su vida y consume raíces, tubérculos, bulbos y otras partes de plantas bajo las superficie. Es de color marrón grisáceo en el dorso y naranjo marrón debajo, y tiene las adaptaciones típicas de los excavadores de madrigueras, como cabeza plana, bigotes largos, ojos pequeños y orejas pequeñas cerradas por orejeras.
El macho adulto mide entre 11,5 y 30 cm de longitud (cabeza y tronco). La cola le mide entre 4 y 9,5 cm. Pesa entre 45 y 55 g.

## Subespecies
Se conocen las siguientes subespecies:
- Thomomys bottae abbotti Huey, 1928
- Thomomys bottae abstrusus Hall & Davis, 1935
- Thomomys bottae actuosus Kelson, 1951
- Thomomys bottae albatus Grinnell, 1912
- Thomomys bottae albicaudatus Hall, 1930
- Thomomys bottae alexandrae Goldman, 1933
- Thomomys bottae alpinus Merriam, 1897
- Thomomys bottae alticolus J. A. Allen, 1899
- Thomomys bottae analogus Goldman, 1938
- Thomomys bottae angustidens Baker, 1953
- Thomomys bottae anitae J. A. Allen, 1898
- Thomomys bottae aphrastus Elliot, 1903
- Thomomys bottae aureiventris Hall, 1930
- Thomomys bottae aureus J. A. Allen, 1893
- Thomomys bottae awahnee Merriam, 1908
- Thomomys bottae baileyi Merriam, 1901
- Thomomys bottae basilicae Benson & Tillotson, 1940
- Thomomys bottae birdseyei Goldman, 1937
- Thomomys bottae bonnevillei Durrant, 1946
- Thomomys bottae borjasensis Huey, 1945
- Thomomys bottae bottae (Eydoux & Gervais, 1836)
- Thomomys bottae brazierhowelli Huey, 1960
- Thomomys bottae brevidens Hall, 1932
- Thomomys bottae cactophilus Huey, 1929
- Thomomys bottae camoae Burt, 1937
- Thomomys bottae canus Bailey, 1910
- Thomomys bottae catalinae Goldman, 1931
- Thomomys bottae catavinensis Huey, 1931
- Thomomys bottae centralis Hall, 1930
- Thomomys bottae cervinus J. A. Allen, 1895
- Thomomys bottae chrysonotus Grinnell, 1912
- Thomomys bottae cinereus Hall, 1932
- Thomomys bottae collis Hooper, 1940
- Thomomys bottae concisor Hall & Davis, 1935
- Thomomys bottae confinalis Goldman, 1936
- Thomomys bottae connectens Hall, 1936
- Thomomys bottae contractus Durrant, 1946
- Thomomys bottae convergens Nelson & Goldman, 1934
- Thomomys bottae convexus Durrant, 1939
- Thomomys bottae cultellus Kelson, 1951
- Thomomys bottae cunicularius Huey, 1945
- Thomomys bottae curtatus Hall, 1932
- Thomomys bottae depressus Hall, 1932
- Thomomys bottae desertorum Merriam, 1901
- Thomomys bottae detumidus Grinnell, 1935
- Thomomys bottae dissimilis Goldman, 1931
- Thomomys bottae divergens Nelson & Goldman, 1934
- Thomomys bottae estanciae Benson & Tillotson, 1939
- Thomomys bottae fulvus Woodhouse, 1852
- Thomomys bottae fumosus Hall, 1932
- Thomomys bottae guadalupensis Goldman, 1936
- Thomomys bottae homorus Huey, 1949
- Thomomys bottae howelli Goldman, 1936
- Thomomys bottae humilis Baker, 1953
- Thomomys bottae internatus Goldman, 1936
- Thomomys bottae jojobae Huey, 1945
- Thomomys bottae juarezensis Huey, 1945
- Thomomys bottae lachuguilla Bailey, 1902
- Thomomys bottae lacrymalis Hall, 1932
- Thomomys bottae laticeps Baird, 1855
- Thomomys bottae latus Hall & Davis, 1935
- Thomomys bottae lenis Goldman, 1942
- Thomomys bottae leucodon Merriam, 1897
- Thomomys bottae levidensis Goldman, 1942
- Thomomys bottae limitaris Goldman, 1936
- Thomomys bottae limpiae Blair, 1939
- Thomomys bottae lucidus Hall, 1932
- Thomomys bottae lucrificus Hall & Durham, 1938
- Thomomys bottae martirensis J. A. Allen, 1898
- Thomomys bottae mearnsi Bailey, 1914
- Thomomys bottae mewa Merriam, 1908
- Thomomys bottae minimus Durrant, 1939
- Thomomys bottae modicus Goldman, 1931
- Thomomys bottae morulus Hooper, 1940
- Thomomys bottae nanus Hall, 1932
- Thomomys bottae navus Merriam, 1901
- Thomomys bottae nesophilus Durrant, 1936
- Thomomys bottae nigricans Rhoads, 1895
- Thomomys bottae operarius Merriam, 1897
- Thomomys bottae optabilis Goldman, 1936
- Thomomys bottae opulentus Goldman, 1935
- Thomomys bottae osgoodi Goldman, 1931
- Thomomys bottae paguatae Hooper, 1940
- Thomomys bottae pascalis Merriam, 1901
- Thomomys bottae pectoralis Goldman, 1936
- Thomomys bottae peramplus Goldman, 1931
- Thomomys bottae perditus Merriam, 1901
- Thomomys bottae perpallidus Merriam, 1886
- Thomomys bottae pervagus Merriam, 1901
- Thomomys bottae pervarius Goldman, 1938
- Thomomys bottae phelleoecus Burt, 1933
- Thomomys bottae pinalensis Goldman, 1938
- Thomomys bottae planirostris Burt, 1931
- Thomomys bottae planorum Hooper, 1940
- Thomomys bottae powelli Durrant, 1955
- Thomomys bottae proximarinus Huey, 1945
- Thomomys bottae pusillus Goldman, 1931
- Thomomys bottae retractus Baker, 1953
- Thomomys bottae rhizophagus Huey, 1949
- Thomomys bottae riparius Grinnell & Hill, 1936
- Thomomys bottae robustus Durrant, 1946
- Thomomys bottae rubidus Youngman, 1958
- Thomomys bottae ruidosae Hall, 1932
- Thomomys bottae rupestris Chattin, 1941
- Thomomys bottae ruricola Huey, 1949
- Thomomys bottae russeolus Nelson & Goldman, 1909
- Thomomys bottae saxatilis Grinnell, 1934
- Thomomys bottae scotophilus Davis, 1940
- Thomomys bottae sevieri Durrant, 1946
- Thomomys bottae siccovallis Huey, 1945
- Thomomys bottae simulus Nelson & Goldman, 1934
- Thomomys bottae sinaloae Merriam, 1901
- Thomomys bottae solitarius Grinnell, 1926
- Thomomys bottae spatiosus Goldman, 1938
- Thomomys bottae stansburyi Durrant, 1946
- Thomomys bottae sturgisi Goldman, 1938
- Thomomys bottae subsimilis Goldman, 1933
- Thomomys bottae texensis Bailey, 1902
- Thomomys bottae tivius Durrant, 1937
- Thomomys bottae toltecus J. A. Allen, 1893
- Thomomys bottae tularosae Hall, 1932
- Thomomys bottae vanrosseni Huey, 1934
- Thomomys bottae varus Hall & Long, 1960
- Thomomys bottae vescus Hall & Davis, 1935
- Thomomys bottae villai Baker, 1953
- Thomomys bottae wahwahensis Durrant, 1937
- Thomomys bottae winthropi Nelson & Goldman, 1934
- Thomomys bottae xerophilus Huey, 1945